# John buscaba un contacto extraterrestre
John buscaba un contacto extraterrestre (en inglés,, John Was Trying to Contact Aliens) es una película documental de 2020 dirigida por Matthew Killip y protagonizada por John Shepherd. El documental cuenta la historia de John Shepherd, quien intentó ponerse en contacto con extraterrestres transmitiendo música al espacio durante más de 30 años con su equipo de transmisión de última generación.

## Reparto
- John Pastor, como él mismo.

## Lanzamiento
John busca un contacto extraterrestre fue estrenado en el Festival de Cine de Sundance 2020. Fue estrenado oficialmente el 20 de agosto de 2020 en Netflix.
 